# I, the Mask
I, the Mask je třinácté studiové album švédské skupiny In Flames, které vyšlo 1. března 2019. Americký hudební magazín Loudwire jmenoval album jako jedno z 50 nejlepších metalových alb za rok 2019.

## Seznam skladeb
| Pořadí         | Název               | Délka |
| -------------- | ------------------- | ----- |
| 1.             | Voices              | 4:47  |
| 2.             | I, the Mask         | 3:41  |
| 3.             | Call My Name        | 3:33  |
| 4.             | I Am Above          | 3:49  |
| 5.             | Follow Me           | 4:55  |
| 6.             | (This Is Our) House | 4:18  |
| 7.             | We Will Remember    | 4:04  |
| 8.             | In This Life        | 3:52  |
| 9.             | Burn                | 3:43  |
| 10.            | Deep Inside         | 4:21  |
| 11.            | All the Pain        | 4:29  |
| 12.            | Stay with Me        | 5:16  |
| Celková délka: | Celková délka:      | 50:48 |

| Pořadí         | Název          | Délka |
| -------------- | -------------- | ----- |
| 13.            | Not Alone      | 4:04  |
| Celková délka: | Celková délka: | 54:52 |